# Primera División 1951-1952 (Spagna)
La Primera División 1951-1952 è stata la 21ª edizione della massima serie del campionato spagnolo di calcio, disputata tra il 9 settembre 1951 e il 13 aprile 1952 e concluso con la vittoria del Barcellona, al suo quinto titolo.
Capocannoniere del torneo è stato Pahiño (Real Madrid) con 28 reti.

## Classifica finale
|  | Pos. | Squadra             | Pt | G  | V  | N  | P  | GF | GS | DR  |
|  | ---- | ------------------- | -- | -- | -- | -- | -- | -- | -- | --- |
|  | 1.   | Barcellona          | 43 | 30 | 19 | 5  | 6  | 92 | 43 | +49 |
|  | 2.   | Athletic Bilbao     | 40 | 30 | 17 | 6  | 7  | 78 | 46 | +32 |
|  | 3.   | Real Madrid         | 38 | 30 | 16 | 6  | 8  | 79 | 50 | +29 |
|  | 4.   | Atlético Madrid     | 37 | 30 | 16 | 5  | 9  | 80 | 57 | +23 |
|  | 5.   | Valencia            | 35 | 30 | 15 | 5  | 10 | 68 | 51 | +17 |
|  | 6.   | Siviglia            | 32 | 30 | 14 | 4  | 12 | 69 | 57 | +12 |
|  | 7.   | Español             | 32 | 30 | 14 | 4  | 12 | 69 | 62 | +7  |
|  | 8.   | Real Valladolid     | 29 | 30 | 9  | 11 | 10 | 47 | 43 | +4  |
|  | 9.   | Celta Vigo          | 27 | 30 | 12 | 3  | 15 | 64 | 66 | -2  |
|  | 10.  | Real Sociedad       | 26 | 30 | 11 | 4  | 15 | 60 | 59 | +1  |
|  | 11.  | Deportivo La Coruña | 25 | 30 | 10 | 5  | 15 | 46 | 70 | -24 |
|  | 12.  | Real Saragozza      | 25 | 30 | 10 | 5  | 15 | 54 | 73 | -19 |
|  | 13.  | Sporting Gijón      | 25 | 30 | 10 | 5  | 15 | 49 | 75 | -26 |
|  | 14.  | Racing Santander    | 25 | 30 | 9  | 7  | 14 | 45 | 65 | -20 |
|  | 15.  | Las Palmas          | 22 | 30 | 9  | 4  | 17 | 36 | 85 | -49 |
|  | 16.  | Atlético Tetuán     | 19 | 30 | 7  | 5  | 18 | 51 | 85 | -34 |

Legenda:
      Campione di Spagna e invitata alla Coppa Latina 1952.
  Partecipa agli spareggi interdivisionali.
      Retrocesse in Segunda División 1952-1953.
Regolamento:
Due punti a vittoria, uno a pareggio, zero a sconfitta.
In caso di arrivo di due o più squadre a pari punti, la graduatoria verrà stilata secondo la classifica avulsa tra le squadre interessate che prevede, in ordine, i seguenti criteri:
- Punti negli scontri diretti.
- Differenza reti negli scontri diretti.
- Differenza reti generale.
- Reti realizzate in generale.

## Spareggi

### Spareggi interdivisionali
Agli spareggi interdivisionali, oltre alla 13ª e 14ª classificata in Primera División, parteciparono anche le seconde e le terze classificate dei due gironi di Segunda División. Le prime due squadre avevano diritto a partecipare alla stagione successiva di Primera División.
|  | Pos. | Squadra           | Pt | G  | V | N | P | GF | GS | DR  |
|  | ---- | ----------------- | -- | -- | - | - | - | -- | -- | --- |
|  | 1.   | Valencia Mestalla | 14 | 10 | 5 | 4 | 1 | 27 | 10 | +17 |
|  | 2.   | Sporting Gijón    | 13 | 10 | 5 | 3 | 2 | 20 | 14 | +6  |
|  | 3.   | Racing Santander  | 11 | 10 | 5 | 1 | 4 | 27 | 20 | +7  |
|  | 4.   | Alcoyano          | 9  | 10 | 4 | 1 | 5 | 23 | 21 | +2  |
|  | 5.   | CD Logroñés       | 8  | 10 | 3 | 2 | 5 | 11 | 21 | -10 |
|  | 6.   | Racing Ferrol     | 5  | 10 | 2 | 1 | 7 | 13 | 35 | -22 |

Legenda:
      Promosso in Primera División 1952-1953.
Regolamento:
Due punti a vittoria, uno a pareggio, zero a sconfitta.
Note:
Il Valencia Mestalla non poté accedere in Primera essendo la squadra di riserve del Valencia.

## Statistiche

### Squadre

#### Capoliste solitarie
|    | —— | —— | ——  | —— | ——              | ——              | ——              | ——              | ——              | ——              | ——  | ——  | ——  | ——  | ——  | ——  | ——  | ——  | ——          | ——          | ——          | ——  | ——  | ——         | ——         | ——         | ——         | ——         | ——         | —— |  |
|    |    |    | Val |    | Atlético Madrid | Atlético Madrid | Atlético Madrid | Atlético Madrid | Atlético Madrid | Atlético Madrid | Val | AtM | AtM |     | RMa |     |     |     | Real Madrid | Real Madrid | Real Madrid |     |     | Barcellona | Barcellona | Barcellona | Barcellona | Barcellona | Barcellona |    |  |
|    |    |    |     |    |                 |                 |                 |                 |                 |                 |     |     |     |     |     |     |     |     |             |             |             |     |     |            |            |            |            |            |            |    |  |
|    |    |    |     |    |                 |                 |                 |                 |                 |                 |     |     |     |     |     |     |     |     |             |             |             |     |     |            |            |            |            |            |            |    |  |
| 1ª | 2ª | 3ª | 4ª  | 5ª | 6ª              | 7ª              | 8ª              | 9ª              | 10ª             | 11ª             | 12ª | 13ª | 14ª | 15ª | 16ª | 17ª | 18ª | 19ª | 20ª         | 21ª         | 22ª         | 23ª | 24ª | 25ª        | 26ª        | 27ª        | 28ª        | 29ª        | 30ª        |    |  |

#### Primati stagionali
- Maggior numero di vittorie: Barcellona (19)
- Minor numero di sconfitte: Barcellona (6)
- Migliore attacco: Barcellona (92 reti segnate)
- Miglior difesa: Barcellona, Real Valladolid (43 reti subite)
- Miglior differenza reti: Barcellona (+49)
- Maggior numero di pareggi: Real Valladolid (11)
- Minor numero di pareggi: Celta Vigo (3)
- Maggior numero di sconfitte: Atlético Tetuán (18)
- Minor numero di vittorie: Atlético Tetuán (7)
- Peggior attacco: Las Palmas (36 reti segnate)
- Peggior difesa: Las Palmas, Atlético Tetuán (85 reti subite)
- Peggior differenza reti: Las Palmas (-49)